# NGC 4781
NGC 4781 (również PGC 43902) – galaktyka spiralna z poprzeczką (SBcd), znajdująca się w gwiazdozbiorze Panny. Odkrył ją William Herschel 25 marca 1786 roku.